# Antártida (album)
Antártida je soundtrackové album velšského hudebníka a hudebního skladatele Johna Calea, vydané v roce 1995 u nezávislého belgického hudebního vydavatelství Les Disques du Crépuscule. Jde o hudbu ke španělskému dramatickému filmu Antártida režiséra Manuela Huergy. Album produkoval Cale a vedoucím producentem byl Jean-Michel Reusser, který s ním spolupracoval i na několika dalších soundtracích. Nahrávání alba probíhalo v několika různých studiích. Violoncella, orchestrální a skupinové skladby v Big House Recording v New Yorku a sólové klavírní skladby v L.P.G. Studio v New Yorku.
Skladba „Pasodoble Mortal“ byla nahrána ve studiu Tramontana v Barceloně a závěrečné práce byly dokončeny ve studiu Farra Music Studio v Paříži. V písni „People Who Died“ Calea doprovází vedle jiných bubenice Maureen Tuckerová a kytarista Sterling Morrison, kteří s ním v šedesátých letech působili ve skupině The Velvet Underground. Píseň „Antartica Starts Here“ původně vyšla v roce 1973 na albu Paris 1919, zde je její nově nahraná verze. Tato verze byla nahrána pouze na klavír (Cale v ní rovněž zpívá) a byla natočena pro scénu, ve které María (Ariadna Gil) a Rafa (Carlos Fuentes) navštívili Caleův koncert.

## Seznam skladeb
Autorem všech skladeb je John Cale, mimo „People Who Died“ – tu napsal Jim Carroll.
| Pořadí         | Název                        | Délka |
| -------------- | ---------------------------- | ----- |
| 1.             | Flashback 1 Does Not Equal 1 | 1:27  |
| 2.             | Antártida                    | 3:05  |
| 3.             | Velasco's Theme              | 1:14  |
| 4.             | Maria's Appartement          | 1:06  |
| 5.             | Flashback 1 Does Not Equal 2 | 1:27  |
| 6.             | On the Waterfront            | 3:15  |
| 7.             | Pasodoble Mortal             | 3:43  |
| 8.             | Maria's Dream                | 1:08  |
| 9.             | Bath                         | 5:02  |
| 10.            | Flashback 1 Does Not Equal 3 | 1:28  |
| 11.            | Antarctica Starts Here       | 2:30  |
| 12.            | Flashback 3                  | 1:55  |
| 13.            | Sunset                       | 1:07  |
| 14.            | Get Away                     | 4:37  |
| 15.            | Flashback 1 Does Not Equal 4 | 1:27  |
| 16.            | Antartida Starts Here        | 2:26  |
| 17.            | Frame Up                     | 1:22  |
| 18.            | Barn                         | 4:26  |
| 19.            | People Who Died              | 2:42  |
| 20.            | Flashback 1 Does Not Equal 5 | 1:29  |
| Celková délka: | Celková délka:               | 46:56 |

## Obsazení
Hudebníci
- John Cale – klavír, zpěv, aranžmá
- Dawn Buckholz – violoncello
- Cece Giannotti – kytara v „Pasodoble Mortal“
- Xavi Mezquita – trubka „Pasodoble Mortal“
- Sterling Morrison – kytara v „People Who Died“
- Guillermo Prats – baskytara v „Pasodoble Mortal“
- Chris Spedding – kytara v „People Who Died“
- Erik Sanko – baskytara v „People Who Died“
- Maureen Tuckerová – bicí v „People Who Died“
- Mauricio Villavecchia – akordeon v „Pasodoble Mortal“
- Michael Weiss – bicí v „Pasodoble Mortal“
- David Soldier – aranžmá a dirigent v „Antártida“
- Alfonso Vilallonga – aranžmá v „Pasodoble Mortal“

Technická podpora
- John Cale – producent
- Alfonso Vilallonga – produkce v „Pasodoble Mortal“
- Jean-Michel Reusser – vedoucí producent
- Martin Brass – nahrávací technik
- Matt Donner – nahrávací technik
- María Espeus – fotografie
- Deborah Feingold – fotografie